# Berliner Allee (Düsseldorf)
Die Berliner Allee ist eine der Hauptverkehrsachsen der nordrhein-westfälischen Landeshauptstadt Düsseldorf. Die im Stadtteil Stadtmitte gelegene Straße wurde im und nach dem Zweiten Weltkrieg neu geplant und in weiten Teilen zwischen 1954 und 1962 erbaut. Neben dem Rheinufertunnel im Westen bildet sie die östliche innerstädtische Nord-Süd-Achse. Klassifiziert ist sie als Landesstraße 55. Durch die Projekte Wehrhahn-Linie und Kö-Bogen erfährt ihr nördlicher Abschnitt derzeit eine tiefgreifende verkehrliche und städtebauliche Umgestaltung.

## Lage
Die Berliner Allee begann bis 2013 im Norden am Hofgarten. Über die Hofgartenstraße, die den Hofgarten teilt, übernahm sie dort die zur Innenstadt von Norden zuströmenden Verkehre der Kaiserstraße, der Maximilian-Weyhe-Allee und der Jägerhofstraße. Sie führt dann am Dreischeibenhaus und dem nunmehr mit dem Kö-Bogen bebauten Jan-Wellem-Platz vorbei.
Die Fahrbahn wurde an dieser Stelle bis 2013 über eine Tausendfüßler genannte Hochstraße geführt. Ihre Betonkonstruktion, die das städtebauliche Leitbild der „autogerechten Stadt“ der Nachkriegszeit und die Phase des deutschen „Wirtschaftswunders“ verkörperte, überquerte die Schadowstraße. Dieser Punkt war ein bedeutender Verkehrsknoten, weil der öffentliche Personennahverkehr sowie die Schadowstraße als Haupteinkaufsstraße und Fußgängerzone die Verkehrsfunktionen zusätzlich prägten. Außerdem mündete hier von Südosten her die Immermannstraße ein. Die nach Norden gerichtete Fahrbahn der Berliner Allee verlief ebenerdig unter einem hochliegenden, in die Immermannstraße führenden Abzweig der Hochstraße hindurch und bildete mit der Hochstraße die sogenannte Tuchtinsel, einen Straßenblock mit sechsgeschossiger Büro- und Geschäftshausbebauung.
Nach Abriss des Tausendfüßlers und zur Realisierung des Projekts Kö-Bogen wurde dieser Bereich so umgestaltet, dass die Berliner Allee hier durch Straßentunnel geführt wird, die seitliche unterirdische Abzweige in die Immermannstraße, in die Elberfelder Straße und in angrenzende Tiefgaragen aufweisen. Auch ein Großteil des schienengebundenen öffentlichen Personennahverkehrs verläuft hier nach dem Umbau unterirdisch, weil die Wehrhahn-Linie den Bereich der Berliner Allee als U-Bahn quert. Ebenerdig entstanden auf den früheren Trassen der neue Jan-Wellem-Platz und Grünanlagen, insbesondere eine Allee beschnittener Platanen und eine Grünanlage zur Verbindung östlicher und westlicher Bereiche des Hofgartens.
Südlich dieses umgebauten Bereichs passiert die Straße die Börse Düsseldorf und an der Johanneskirche den Martin-Luther-Platz, ein Relikt des Stadtgrundrisses aus der Phase der frühen Stadterweiterungen des 19. Jahrhunderts. Auf der östlichen Seite folgen die ehemalige Landeszentralbank (heute Niederlassung der Deutschen Bundesbank) und der Platz der Deutschen Einheit mit dem Mack-Brunnen. Die Bundesbank hat jedoch keine praktische Bedeutung mehr für den Finanzplatz Düsseldorf. Den Südrand des Platzes bildet die Kreuzung mit der Steinstraße, der wichtigsten Verbindung von der Altstadt zum Hauptbahnhof mit der unterirdischen zweistöckigen Stadtbahn-Haltestelle Steinstraße/Königsallee. Es folgt südwestlich der Kreuzung der Glasbau der Stadtsparkasse Düsseldorf mit den markanten Glasschirmen.

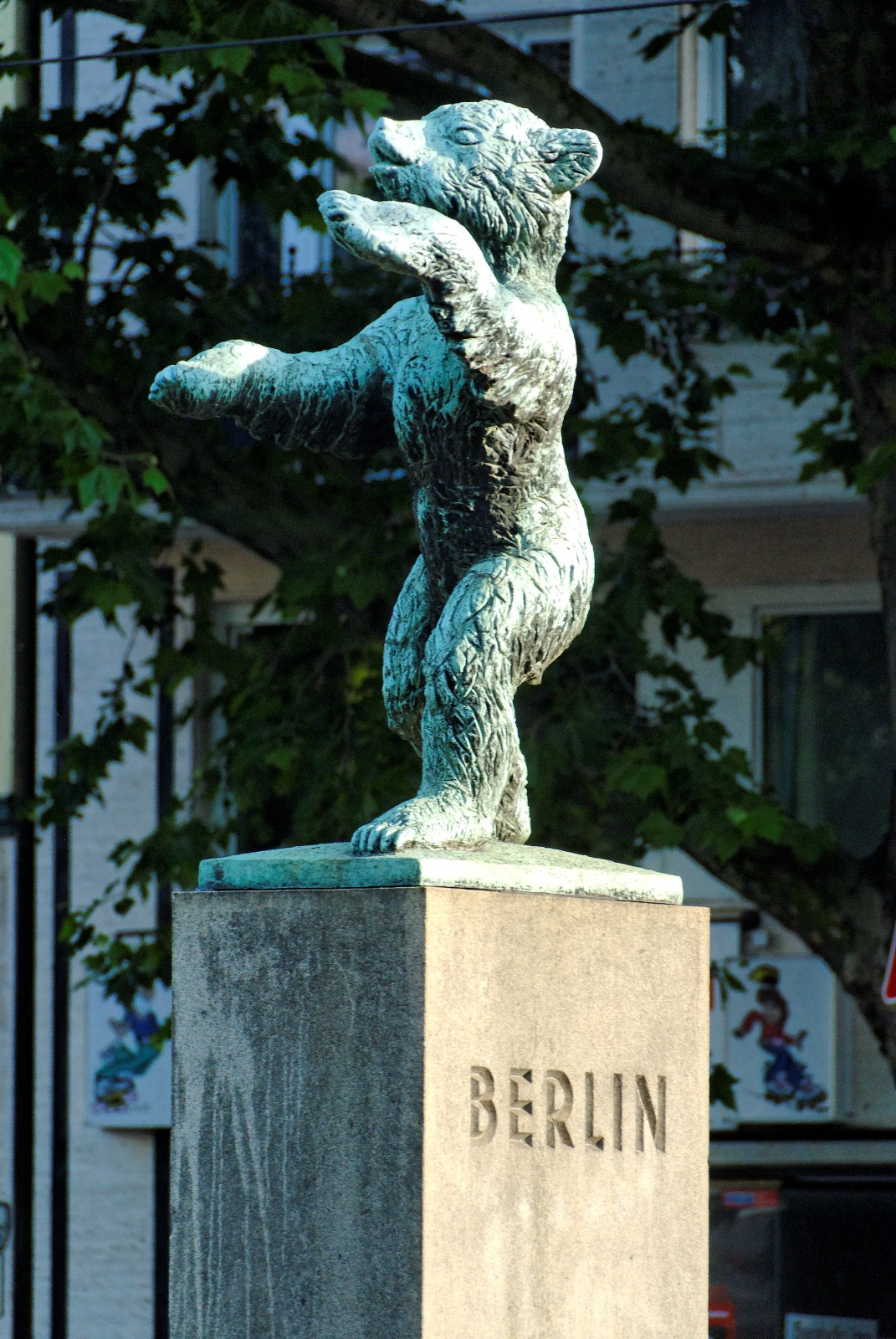
Berliner Bär von Renée Sintenis

Südlich der bedeutenden Düsseldorfer Verkehrs- und Straßenbahnkreuzung mit der Graf-Adolf-Straße mündet die Berliner Allee schließlich in eine platzartige Erweiterung, den Ernst-Reuter-Platz. Er gehört jedoch an der Ostseite zur Karl-Rudolf-Straße, an der Nordseite zur Adersstraße und an der Südseite zur Hüttenstraße. Im Südosten dieses Verkehrsknotens, dessen Mitte ein Berliner Meilenstein mit der Bronzeskulptur eines Berliner Bären ziert, nimmt die Corneliusstraße den Hauptverkehrsfluss der Berliner Allee auf.
Die Straßenbahnlinie 701 verkehrte auf der gesamten Länge der Berliner Allee auf einem separaten Mittelstreifen mit gärtnerischer Begleitbegrünung von Tita Giese. Straßenbahnhaltestellen befanden sich bis zum Abriss des Tausendfüßlers unter der Hochstraße an der Kreuzung mit der Schadowstraße sowie an den Kreuzungen mit der Steinstraße und mit der Graf-Adolf-Straße, an letzterer existieren daneben auch noch Bushaltestellen.

## Geschichte

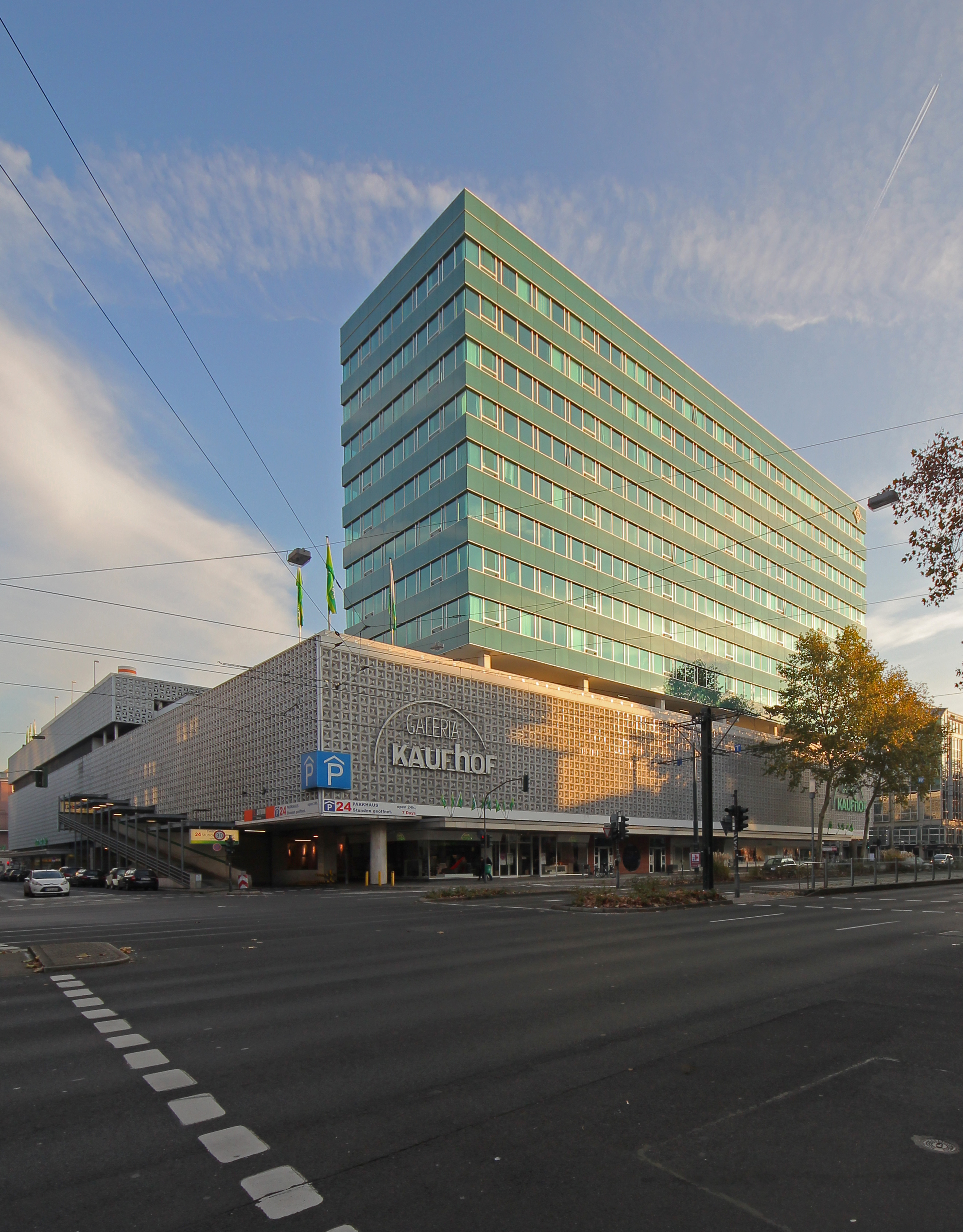
Kaufhof an der Berliner Allee, 2011

Da die parallele Königsallee am Hofgarten endet, gab es bereits in den Plänen für die „Gauhauptstadt“ Düsseldorf in den späten 1930er Jahren Überlegungen, eine Nord-Süd-Achse parallel zur Königsallee quer durch ein gewachsenes Stadtviertel zu ziehen. Nachdem durch den Bombenkrieg die Gebäude in diesem Viertel weitgehend zerstört worden waren, ergab sich die Chance, diese Pläne zu verwirklichen. Sie wurden 1947 durch das Stadtplanungsamt unter Bernhard Düttmann im Aufbauplan aktualisiert und von Friedrich Tamms in den Neuordnungsplan übernommen, den der Rat am 10. April 1950 beschloss. Zahlreiche bereits wiedererrichtete Gebäude mussten bei der Umsetzung des Plans, der der Bewältigung der absehbar steigenden motorisierten Individualverkehre diente, abermals zerstört werden.
Am 23. September 1960 wurde die Berliner Allee in Anwesenheit des damaligen Regierenden Bürgermeisters von Berlin Willy Brandt dem Verkehr übergeben.
Bis zur Inbetriebnahme der U-Bahn vom Hauptbahnhof zur Altstadt im Mai 1988 waren die Berliner Allee und der anliegende Jan-Wellem-Platz als zentraler Straßenbahnknoten das Zentrum des öffentlichen Personennahverkehrs der Stadt.
Die Berliner Allee war zunächst als Regierungsstraße gedacht, an der sich die Ministerien der Landesregierung von Nordrhein-Westfalen ansiedeln sollten. Aufgrund der zähen Bauplanung verteilten sich die Regierungsstellen in den 1950er Jahren jedoch verstreut über das innere Stadtgebiet und waren an einem erneuten Umzug nicht mehr interessiert. Neben kleineren Bankfilialen entstand jedoch die Stadtsparkasse Düsseldorf mit einem Hochhaus auf einem zweistöckigen Sockelbau. Das Bauensemble wurde 2000 umfangreich renoviert und mit einer Glasfassade versehen, wobei auch die große Uhr von der Spitze des Hochhauses entfernt wurde. Das Hochhaus ist etwa 15 Meter niedriger als die Johanneskirche, die nach Protesten den Abrissplänen der Stadt entgangen war. Weiterhin befinden sich hier die nordrhein-westfälische Hauptverwaltung der Deutschen Bundesbank sowie die Börse Düsseldorf.
An der Kreuzung mit der Graf-Adolf-Straße entstand 1964 auf einem Straßenblock das Horten-Kaufhaus (später Kaufhof Galeria) mit Hortenkachel-Fassade und dem aufsitzenden Hochhaus (um 2000 stark veränderte Fassade) für die damalige IBM-Verwaltung durch den Architekten Egon Eiermann. Die Straße ist überwiegend sechsgeschossig bebaut mit einem zurückspringenden Obergeschoss mit Balkonen und Flachdächern. Im Erdgeschoss, oft mit dazugehörendem aufsitzenden Mezzanin, finden sich in zahlreichen Gebäuden Einzelhandelsflächen oder Gastronomie. Über lange Strecken wird die Straße von Platanen gesäumt. Anfangs wurde die Berliner Allee zur gesuchten Adresse mit vielen Niederlassungen von Fluggesellschaften, modischen Restaurants und eleganten Geschäften wie auch als Bürostandort. Der ansteigende Durchgangsverkehr machte die Straße aber mit der Zeit für Fußgänger ungemütlich. Die aufwertenden Maßnahmen in der Altstadt und auf der Königsallee sowie Veränderungen im Kaufverhalten und in der Bürostandortwahl führten aber bereits in den 1980er Jahren zu einer zunehmenden Verödung. Die Straße mit dem gesamten Viertel bis zum Hauptbahnhof südlich der Immermannstraße wird heute als 2B-Lage eingestuft.
1980 wurde die Allee von der Künstlerin Tita Giese begrünt.
Im Juni 2013 teilte Kaufhof mit, den Mietvertrag für die Galeria-Kaufhof-Filiale zum 31. Dezember 2014 auslaufen zu lassen. Danach wurde das Gebäude aufwändig umgebaut; heute firmiert es als „The Crown“. Dort öffneten im März 2018 ein Hotel und ein großer Supermarkt.
Ende August 2020 wurde bekannt, dass der Architekt Santiago Calatrava dem Hochhausbeirat der Stadt Düsseldorf ein Projekt für die Tuchtinsel am Nordende der Berliner Allee vorgestellt hat. Sein Entwurf sieht ein Hochhaus in der organischen Form einer Flosse vor, das sich über einem zweigeschossigen Sockel, der Einzelhandelsflächen enthalten soll, auf eine Höhe von 100 Metern erhebt. Es ist so positioniert, dass es an der Schadowstraße – vis-à-vis Kö-Bogen II und Dreischeibenhaus – in einer spektakulären Schräge ansteigt und mit einer scharfen vertikalen Kante sowohl zur Berliner Allee als auch zur Immermannstraße hin einen Point de vue bildet.